# AMK Zlatá přilba Pardubice
AMK Zlatá přilba Pardubice – czeski klub żużlowy z Pardubic.
Zlatá přilba jest nazwą klubu żużlowego z Czech, a jednocześnie nazwą turnieju organizowanego na torze w Parubicach. Drużyna Złotych Kasków od 1956 roku brała udział w rozgrywkach czechosłowackiej ekstraligi żużlowej, a pierwsze drużynowe mistrzostwo osiągnęła w 1978 roku. Kolejny raz mistrzostwo Czechosłowacji zawodnicy z Pardubic zdobyli w 1982, a w późniejszych latach mistrzami Czech zostali pięciokrotnie.

## Zawodnicy w sezonie 2015[1]
| stat. | imię i nazwisko | nar.     | data ur.   |
| ----- | --------------- | -------- | ---------- |
| S     | Dan Macl        | Czechy   | 1964.02.10 |
| S     | Aleš Dryml      | Czechy   | 1979.10.19 |
| J     | Martin Mejtský  | Czechy   | 1994.06.23 |
| J     | Patrik Mikel    | Czechy   | 1998.08.21 |
| S     | Vacláv Milik    | Czechy   | 1993.05.22 |
| J     | Novák Josef     | Czechy   | 1998.08.11 |
| S     | Jaroslav Petrák | Czechy   | 1973.02.05 |
| S     | Tomáš Suchánek  | Czechy   | 1984.04.07 |
| J     | David Štěrovský | Czechy   | 1996.06.30 |
| S     | Hynek Štichauer | Czechy   | 1987.06.17 |
| S     | Luboš Velinský  | Czechy   | 1987.05.24 |
| S     | Stanisław Burza | Polska   | 1977.09.26 |
| S     | Martin Vaculík  | Słowacja | 1990.04.05 |
| S     | Matej Žagar     | Słowenia | 1983.04.03 |